# Contes des cent un matins
Les Contes des cent un matins constituent un recueil de contes écrits par Ernest Pérochon, ancien instituteur et lauréat de l'Académie Goncourt. Publié en 1930 chez Delagrave et illustré (en noir et blanc) par Raylambert, ce recueil a par la suite fait l'objet de rééditions et a servi de manuel de lecture destiné au Cours élémentaire et au Cours Moyen « 1er degré ».
Ces contes sont rédigés dans un style très alerte, faisant usage du rythme et d'assonances, et entrecoupés de chansons en rapport avec les contes. Ils comportent généralement un aspect moralisateur, souvent aussi humoristique ; certains d'entre eux (À Paris, tout en gris ; Avec le pêcheur de poissons fous...) sont davantage des récits que de véritables contes. Le narrateur n'hésite pas à se représenter lui-même dans l'histoire à l'occasion. Dans l'édition de 1950, les textes sont accompagnés de petits exercices et de « mots expliqués ».
Le titre est un clin d'œil en référence aux Contes des mille et une nuits.

## Le petit homme et le lapin à l'oreille cassée
Conte inspiré par la chanson de « Compère Guilleri » (Il était un p'tit homme, tout habillé de gris, Carabi...). Le petit homme colérique, abandonné par son propre chien, se fait promener tout le jour par le lapin à l'oreille cassée et ses frères, qui se moquent de lui. A la nuit tombée, tous les lapins se mettent à frapper du pied en même temps et le petit homme, épouvanté, s'enfuit.

## La chanson du chasseur Gonzague
Sur l'air de Malb'rough. Évoque le conte précédent.

## La maladie des doigts écartés
Patoche est un jeune valet paresseux qui s'invente une « maladie des doigts écartés » pour justifier son incapacité au travail. Un médecin perspicace lui pose un appareil qui lui maintient effectivement les doigts écartés, pour ne pas les « fatiguer ». Patoche, en ayant mesuré peu à peu les conséquences déplaisantes et s'estimant guéri, se faire retirer l'appareil par le médecin, se met au travail et finit par devenir patron à son tour.

## La fête chez le petit vieux et la petite vieille
Un voyageur égaré arrive chez un petit vieux et une petite vieille très pauvres et économes, qui le reçoivent charitablement. En témoignage de reconnaissance, il leur bâtit une belle maison. Ils se portent ensuite au secours d'un automobiliste accidenté, qui leur installera le chauffage en remerciement, puis d'un voyageur assailli par des voleurs, et qui leur installera l'électricité. Enfin la fille du boulanger, émue de les voir distribuer tout leur pain à des oiseaux affamés, décide de leur offrir chaque jour son meilleur pain. Le conte se termine sur une grande fête où chaque invité apporte un présent (victuailles, vêtements), le narrateur se présentant comme le violoniste.

## À Paris, tout en gris
Le narrateur décide de visiter Paris, sur son cheval gris, avec ses souliers gris, son habit gris,  ses gants gris, son chapeau gris. Il échoue toutefois dans son projet de voir le président de la République, et finit par repartir sur son cheval gris. Prétexte à une évocation de Paris par un visiteur provincial.

## Le Lapon dans la marmite
Mac-Nac est un tout petit Lapon très malin. Un jour, il part rejoindre son père et ses frères partis à la chasse, avec son renne, son traîneau et une grande marmite. Celle-ci lui servira à se protéger des attaques successives d'un aigle, d'un ours blanc, et de loups (qu'il met en fuite en mettant le feu à leurs queues). Il finit par rejoindre les chasseurs qui en son honneur, adoptent sa chanson fétiche : La ri ri pan pou ! Pan pou la ri rette ! La ri ri pan pou ! Pan pa la ri ra !

## Les pas sur la neige
Louison aime bien son lapin chinchilla Lustu, mais celui-ci est amateur de liberté et s'échappe régulièrement. Les lapins des bois et le lièvre le mettent en garde contre le renard. Un jour de neige, Lustu se perd, et finit par se faire dévorer par le renard et les corbeaux. Louison, partie à sa recherche, ne trouve plus que « quelques gouttes de sang, quelques touffes de poil gris-perle et les pas des assassins sur la neige ». Conte rappelant la Chèvre de Monsieur Seguin, d'Alphonse Daudet.

## Les aventures du cuisinier Benoît
Benoît est un gros garçon dont l'ambition est de devenir cuisinier du Président de la République. Au cours d'une série d'aventures, en Angleterre, chez les Esquimaux, les Indiens d'Amérique du Sud, à Canton, en Afrique, à Marseille, etc., il échappe à chaque fois de justesse à la prison ou à la mort de la part de ses employeurs qui lui reprochent de ne pas connaître la cuisine locale, ce qui lui permet malgré tout d'acquérir justement une expérience culinaire variée. Il finit par être engagé par le Président, dont les invités étrangers sont ravis. Seule la bouillabaisse marseillaise restera à jamais son point faible.

## La chanson du cuisinier Benoît
Sur l'air du Bon roi Dagobert, évoque le conte précédent.

## Le modeste Amédée
Quatre garçons : un grand costaud vaniteux, un petit malin moqueur, un troisième sévère et moralisateur, et enfin Amédée, timide et modeste, se rendent au terrain de jeux pour jouer au ballon. Chemin faisant, les défauts des uns et des autres les amèneront à tomber dans la boue et à manquer de s'y noyer, à l'exception d'Amédée, qui les secourra. Amené alors à jouer réellement au ballon alors qu'il est d'ordinaire remplaçant, il s'y montre adroit et finira dans l'équipe de France, à « jouer contre les Anglais ».

## Tché, de Canton
Tché, petit garçon chinois de Canton, y est recueilli par un ingénieur français alors que sa mère vient de mourir et que son père est parti chercher fortune en France. Obsédé par l'idée de retrouver son père, il échafaude divers plans naïfs pour s'y rendre, sans réaliser la distance et les difficultés. Finalement deux aviateurs français de passage accepteront de le prendre à bord de leur avion et l'emmèneront jusqu'à Paris, où le père de Tché, hospitalisé, retrouve ses forces en revoyant son fils. Le père et le fils reprennent alors leur commerce, avec l'intention, fortune faite, de « rejoindr[e] enfin leurs frères, les hommes jaunes d'Asie ».

## Les reines de la montagne
Deux chèvres orgueilleuses et têtues, Brunette et Blanchette, se disputent le titre de « reine de la montagne » et s'affrontent à coups de cornes sur les sentiers escarpés. Elles finissent par tomber toutes deux dans un précipice duquel elles doivent être péniblement hissées par les bergers, après quoi elles deviennent excessivement aimables et cérémonieuses l'une envers l'autre.

## Le ri-piou-piou sur la balançoire
Deux fillettes, Jeannette et Margot, jouant ensemble au printemps, quittent le jardin de leurs parents et rencontrent un oiseau dont le chant fait : « Ri-piou-piou ! » et qui semble se moquer d'elles. Elles le suivent jusqu'à son nid où piaillent trois oisillons, qui, leur semble-t-il, leur disent qu'elles sont jolies. Elles reviennent le lendemain pour emporter les oisillons dans une cage, mais y renoncent devant la fureur du ri-piou-piou et des autres oiseaux, qu'elles croient entendre leur dire qu'elles sont laides. Quelques jours plus tard, les oisillons se sont envolés. Se demandant toujours si elles sont jolies ou laides, elles finissent par oublier la question en dansant une ronde avec leur petit frère.

## Ronde d'avril
Chanson sur le thème du conte précédent (partition indiquée).

## Le terrible Bambouno du Congo
Bambouno est un négrillon d'une dizaine d'années, persuadé d'être très brave. Il prétend avoir affronté et tué successivement des crocodiles, une panthère et d'autres bêtes féroces ; mais, menant les chèvres au pacage, il est attaqué par un chevreau et s'enfuit, à la stupéfaction puis à la grande joie des autres négrillons, qui comprennent que Bambouno n'est qu'un hâbleur et un poltron.

## OuistitiIer
En Amérique du Sud, un jeune ouistiti très curieux ne cesse d'interroger toutes les bêtes de la forêt. Un jour, des oiseaux de passage lui apprennent que des hommes viennent s'établir dans la région. Le ouistiti se hâte d'en informer les autres animaux, qui déclarent la guerre aux hommes, mais ont le dessous. Le ouistiti se familiarise avec les hommes (des chercheurs d'or) et montre aux bêtes que, si elles n'attaquent pas les hommes, ceux-ci les laisseront tranquilles. Au départ des hommes, les bêtes le choisissent pour roi en raison de sa sagesse, et il règne sous le nom de Ouistiti Ier.

## Le petit poisson vagabond
Un petit poisson, né dans un ruisseau des Vosges, décide de découvrir le monde au fil de l'eau, parcourant les divers fleuves et canaux de France. Malgré les poissons qu'il rencontre et qui lui conseillent de se contenter de son sort, et poussant toujours plus loin, il échoue dans la Dordogne où il est pêché par le narrateur, qui avait piqué sur son hameçon « une cerise rouge ».

## Avec le pêcheur de poissons fous
Lucien et son père passent une journée à la pêche à la rivière. Complicité du père et du fils au fil des prises. L'histoire se termine sur une évocation poétique d'une conversation entre pêcheurs dans le soir qui tombe.

## Colette et Colas, le panier au bras
Colette et Colas apportent le goûter aux moissonneurs, mais chemin faisant, mangent toutes les cerises. Partis dans le bois à la recherche de fraises pour les remplacer, ils y rencontrent leur chat, Minou-tout-noir, qui s'approprie le fromage et la viande du panier, puis un âne, qui dévore le pain. Ils rejoignent enfin les moissonneurs, mais ceux-ci ne trouvent plus dans le panier qu'un pot de moutarde. Après avoir grondé les enfants, ils leur pardonnent.

## Ronde de la feuille au vent
Chanson d'une feuille de mûrier blanc (partition indiquée).